# Жулин (Люблінське воєводство)
Жулин, Жулін (пол. Żulin) — село в Польщі, у гміні Лопенник-Гурний Красноставського повіту Люблінського воєводства. Населення — 354 особи (2011).

## Історія
1477 року вперше згадується православна церква в селі.
За даними етнографічної експедиції 1869—1870 років під керівництвом Павла Чубинського, у селі здебільшого проживали греко-католики, які розмовляли українською мовою.
9 лютого 1944 року польські шовіністи вбили в селі 25 українців.
У 1975—1998 роках село належало до Холмського воєводства.

## Населення
Демографічна структура станом на 31 березня 2011 року:
|          | Загалом | Допрацездатний вік | Працездатний вік | Постпрацездатний вік |
| -------- | ------- | ------------------ | ---------------- | -------------------- |
| Чоловіки | 175     | 35                 | 119              | 21                   |
| Жінки    | 179     | 37                 | 85               | 57                   |
| Разом    | 354     | 72                 | 204              | 78                   |

## Церква

Церква Покрову Богородиці у с. Жулин на Холмщині, фото ймовірно до 1914 р.

Перша згадка про православну церкву у Жулині походить з 1477 року, згадана також у 1678 р. 1872 року місцева греко-католицька парафія налічувала 838 вірян. У 1875 р. уніатська парафія в Жулині прийняла православ'я. У 1906 році, коштом меценатки з Петербургу Надії Скуротової, збудовано нову споруду храму Покрова Богородиці. У 1938 році польська влада в рамках великої акції руйнування українських храмів на Холмщині і Підляшші перевела місцеву православну церкву на римо-католицтво. Під час війни знову повернута православним. З 1945 церква вдруге стала костелом і була освячена ксьондзом з с. Боровиця. У 1946 році був проведений ремонт під час якого демонтовано купол. Інтер'єр переобладнано відповідно до потреб латинського культу.